# Raymond L. White
Raymond Leslie White (* 23. Oktober 1943 in Orlando, Florida; † Oktober 2018) war ein US-amerikanischer Genetiker und Professor an der University of California, San Francisco.

## Leben
White erwarb 1965 an der University of Oregon in Eugene, Oregon, einen Bachelor in Mikrobiologie und 1971 am Massachusetts Institute of Technology (MIT) in Cambridge, Massachusetts, einen Ph.D., ebenfalls in Mikrobiologie. Als Postdoktorand arbeitete er bei David Hogness in der Abteilung für Biochemie der Stanford University Medical School in Stanford, Kalifornien. Eine erste Professur (Assistant Professor 1975, Associate Professor 1978) erhielt er in der Abteilung für Mikrobiologie der University of Massachusetts Medical School in Worcester, Massachusetts. 1980 wechselte er als Associate Professor an die Abteilung für zelluläre, virale und molekulare Biologie der University of Utah School of Medicine in Salt Lake City, Utah. Von 1980 bis 1994 übernahm er auch für das Howard Hughes Medical Institute (HHMI) am gleichen Ort Forschungsarbeiten. 1985 erhielt White eine ordentliche Professur für Humangenetik an der University of Utah School of Medicine. Ab 1994 übernahm er zusätzlich leitende Funktionen für die Abteilung für Krebsforschung und das Huntsman Cancer Institute der University of Utah, die er bis 2001 innehatte. In den Jahren 2000 bis 2002 war er Forschungsleiter für das Unternehmen DNA Sciences Inc. in Fremont, Kalifornien. Seit 2002 war White Direktor des Ernest Gallo Clinic and Research Center in Emeryville, Kalifornien, seit 2003 zusätzlich Professor in der Abteilung für Neurologie der University of California, San Francisco in San Francisco, Kalifornien.

## Wirken
Whites Verdienste liegen in der Entwicklung von Methoden zur Erkennung und Analyse von Variationen im menschlichen Genom. Er entwickelte insbesondere DNA-Marker für das Retinoblastom, die Neurofibromatose, die Zystische Fibrose, die Familiäre adenomatöse Polyposis und das Kolorektales Karzinom. Er gehört zu den Pionieren des Genome Mapping.
Jüngere Arbeiten befassen sich mit der Genetik von Verhaltensstörungen, insbesondere von Abhängigkeit, Alkoholismus und Alkoholmissbrauch.

## Auszeichnungen (Auswahl)
- 1989 William Allan Award
- 1990 Charles S. Mott Prize (gemeinsam mit Webster K. Cavenee)[4]
- 1992 Rosenstiel Award (gemeinsam mit David Botstein und Ronald W. Davis)[2]
- 1992 Mitgliedschaft in der National Academy of Sciences
- 2005 Mitgliedschaft in der American Academy of Arts and Sciences